# Abraham van Merlen
Abraham van Merlen (Anvers, 1579-1660) est un peintre et graveur flamand.

## Biographie
Abraham van Merlen est né en 1579. Il est le fils de Dirk van Merlen, originaire de Grave (Brabant-Septentrional) ; ce dernier déménage à Anvers en 1567 avant de se marier en 1573 avec Margreet de Groot (ou Margriet de Grande, soir « Marguerite la Grande »).
Il étudie auprès d'Adriaen Collaert en 1597 puis de Hieronymus Wierix. Il devient membre de la guilde de Saint-Luc d'Anvers en 1600. Il est principalement actif dans cette ville, de cette date à 1660, peignant et gravant des paysages et des sujets religieux. Il a également été éditeur d'estampes.
Il a comme élèves Michel van Lochom, son neveu Theodoor (I) van Merlen et son fils Theodor (II) van Merlen et Sidrach Willemsens.
Abraham se marie avec Constance Alewijns (ou Constantia Alowyns) en 1608, avec qui il a quatre filles (Elizabeth, Susanna, Margriet et une quatrième dont on ignore le prénom) et deux fils (Theodoor et Jacques). Constance meurt le 26 juillet 1637.
Abraham van Merlen meurt le 24 juin 1660.

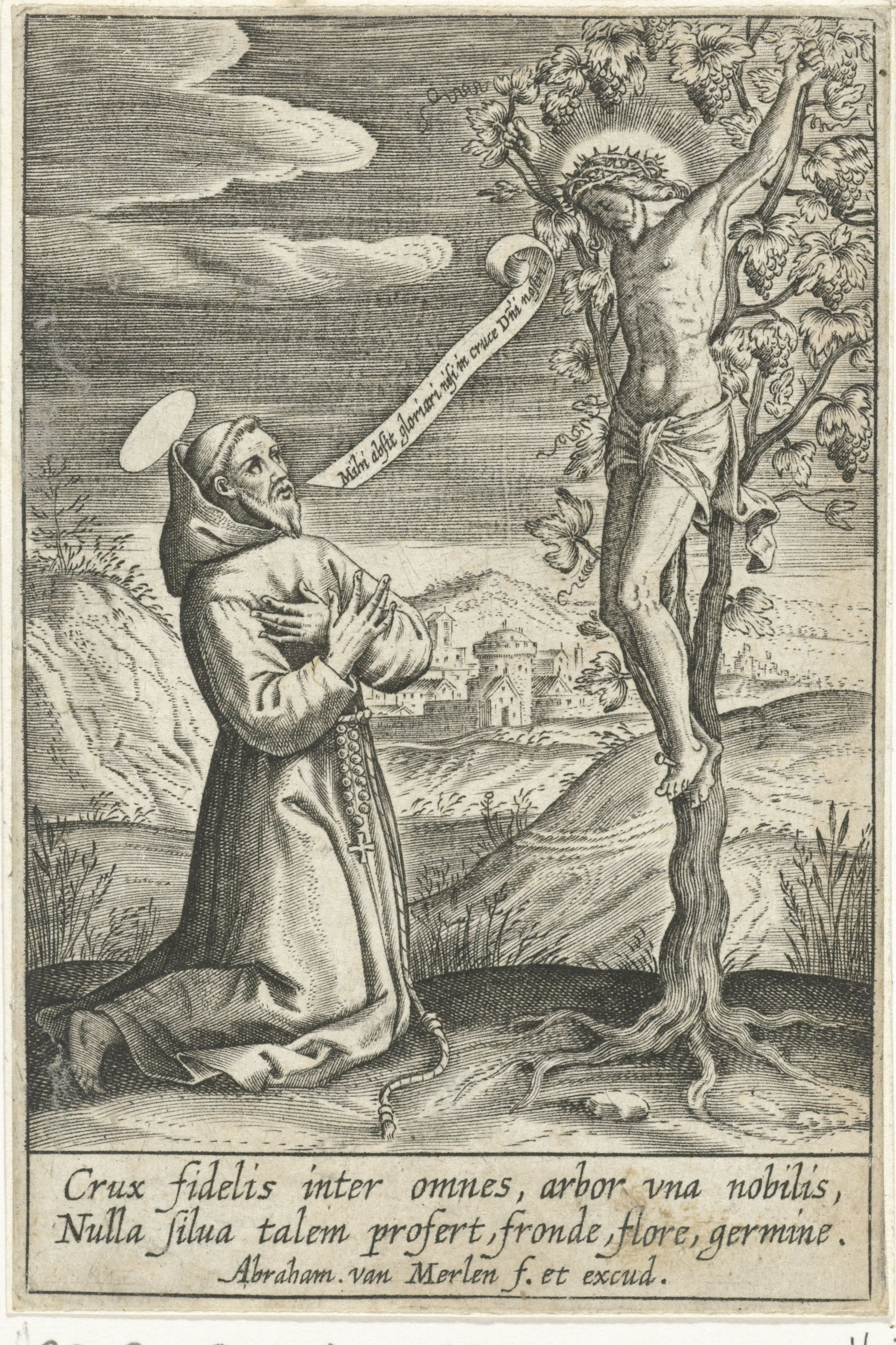
Saint à genoux devant le Christ sur la croix (v. 1600-1660, Rijksmuseum Amsterdam).
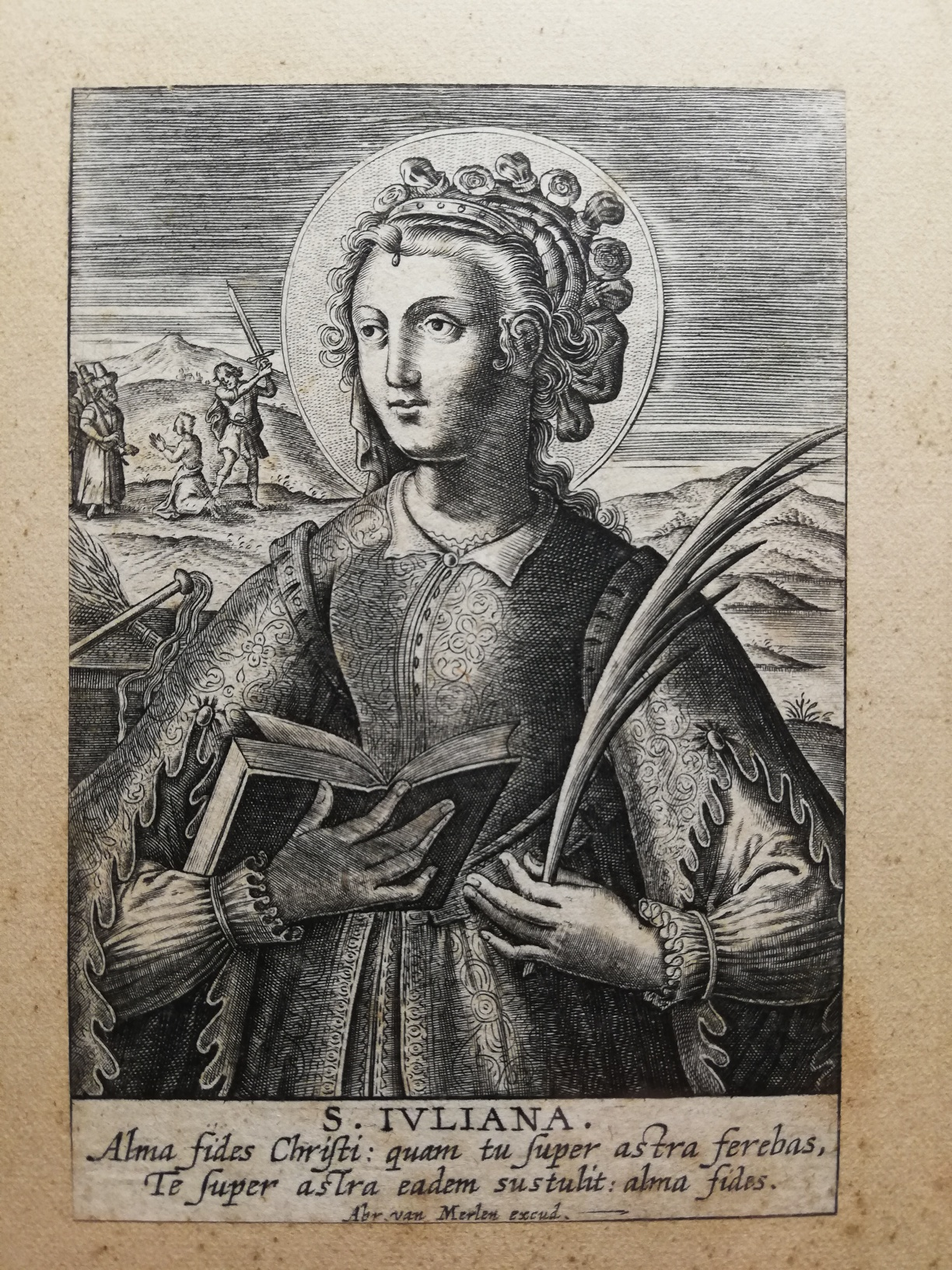
Sainte Julienne (v. 1600-1630.